# Laïndé Kané
Laïndé Kané est un village de la commune de Belel situé dans la région de l'Adamaoua et le département de la Vina au Cameroun.

## Population
Lors du recensement de 2005, on y a dénombré 617 habitants.
En 2015, Laïndé Kané comptait 794 habitants dont 404 hommes et 390 femmes. En terme d'enfants, le village comptait 85 nourrissons (0-35 mois), 14 nourrissons (0-59 mois), 50 enfants (4-5 ans), 186 enfants (6-14 ans), 147 adolescents (12-19 ans), 276 jeunes (15-34 ans).